# Vitgul flugsvamp
Vitgul flugsvamp (Amanita citrina) är en art i familjen Amanitaceae och släktet flugsvampar. I äldre svamplitteratur räknades den ofta till samma art som lömsk flugsvamp (A. phalloides). Den har tidigare haft det vetenskapliga namnet A. mappa. Svampen växer på marken i sur jord i löv- och barrskogar i Europa och Nordamerika.

## Utseende och ekologi
Fruktkropparna hos vitgul flugsvamp kommer från sommar till höst. Svampen blir oftast 6–12 cm hög med en fotdiameter på 1 cm och en hattdiameter på 5–10 cm. Foten har såväl ring som strumpa och är uppsvälld vid basen. Ringen är oftast hängande och är vit till ljusgul. Hatten är oftast ljust gul (därav namnet A. citrina, som syftar på citroner) men kan även vara vit eller åt det gulgröna hållet. Skivorna sitter tätt och är vita till ljusgula. Sporerna har en rundad form, mäter cirka 9,5 gånger 7,5 mikrometer, är vita och amyloida (färgas blå av jodlösning). Hattens hud har lösa hylleplättar som är vita till beiga och hattformen är platt till välvd.
Arten har till stor del samma habitat som lömsk flugsvamp och förväxlas ofta med den, liksom med vit flugsvamp (A. virosa) och gul flugsvamp (A. gemmata). Den vitgula flugsvampen känns dock igen på sin säregna doft, som brukar jämföras med en potatiskällare eller rå potatis och uppsvällningen vid fotbasen,som har en distinkt kant utan flikar. Den bildar mykorrhiza med flera olika trädarter, men fungerar bäst ihop med bok (Fagus spp).

## Giftighet
Vitgul flugsvamp är inte dödligt giftig som till exempel vit eller lömsk flugsvamp. Däremot producerar den bufotenin. Smaken är obehaglig.

### Webbkällor
- ”Rogers mushrooms - Amanita citrina mushroom” (på engelska). Arkiverad från originalet den 16 maj 2008. https://web.archive.org/web/20080516181444/http://www.rogersmushrooms.com/gallery/DisplayBlock~bid~5337.asp. Läst 6 februari 2010.